# Tonton Macoute
Cet article possède un paronyme, voir Milice volontaire pour la sécurité nationale.
Pour les articles homonymes, voir Tonton Macoute (chanson) et Bonhomme bâton.
Ne doit pas être confondu avec Boubou Macoutes.
Volontaires de la Sécurité nationale
En Haïti, un Tonton Macoute est un membre des Volontaires de la Sécurité nationale (VSN), milice paramilitaire créée à la suite d'un attentat contre le président François Duvalier, le 29 juillet 1958, et inspirée de la milice fasciste. Elle sera ensuite employée par son fils et successeur Jean-Claude Duvalier jusqu'à la chute du régime en 1986.

## Histoire
Le nom de Tonton Macoute doit son origine au personnage folklorique du vieux paysan haïtien, portant un costume bleu et rouge et un grand sac en bandoulière appelé « macoute ». Dans la tradition haïtienne, ce personnage est devenu l'équivalent  du Bonhomme sept-heures québécois, du Père Fouettard français  ou du croque-mitaine, qui effraient les enfants. Les tontons macoutes sont aussi appelés « bonhommes-bâton » en créole.
Destinée à assurer la protection rapprochée du président, cette milice de plusieurs milliers d’hommes constitue une police politique que la CIA contribue à former à ses débuts, répondant à l'idée de Duvalier de « faire de chaque Haïtien un défenseur de la Révolution ». Cette milice n'a pas été conçue pour protéger les Haïtiens, mais pour permettre à ceux qui sont au pouvoir de le rester. Ses membres sont payés avec l'argent du pays par le président, François Duvalier (surnommé « Papa Doc »). Les tontons macoutes ont le droit d'extorquer des biens, de l'argent ou des faveurs sexuelles à la population, sans risque d'être punis, et cela devint leur moyen de subsistance. De ce fait, leur sinistre réputation se répandit rapidement en raison de leurs violences et des violations graves des droits de l’homme dont ils se sont rendus coupables contre les opposants politiques et les populations civiles (viols, tortures, meurtres, arrestations arbitraires, massacres…).
L’existence des Tontons Macoutes favorisa l'arbitraire du régime de Duvalier, muselant toute tentative d'opposition dans la population.
Après la chute de la dictature duvaliériste, l'expression « macoutisme » sera employée pour désigner les régimes politiques qui s'appuient sur la corruption, tout en faisant usage de la violence contre les opposants et les civils. D'une manière plus générale, le macoutisme s'applique aussi à une forme de terrorisme institutionnel. En Haïti même, les anciens Tontons Macoutes continuèrent à former un réseau clanique et clientéliste influent : ils deviennent les hommes de main des militaires, ou bien hommes d'affaires et politiciens néo-duvaliéristes. Durant les quatre premiers mois de l'année 1993, ils se rendent responsables de plus d'une centaine d'assassinats, visant généralement des partisans du président Jean-Bertrand Aristide.